# ميشيل تشوكيت
ميشيل تشوكيت هو كاتب سيناريو كندي، ولد في 4 مارس 1938.